# El cel es va equivocar
El cel es va equivocar (títol original: Chances Are) és una pel·lícula estatunidenca dirigida per Emile Ardolino, estrenada l'any 1989. Ha estat doblada al català.

## Argument
És la història d'una reencarnació, no com les altres. En efecte, Louis Jeffries (Christopher McDonald) està a punt de celebrar el seu primer any de matrimoni, i desgraciadament, mor en un accident de la carretera i es reencarnat en el cos d'un altre, Alex Finch (Robert Downey Jr.)...

## Repartiment
- Cybill Shepherd: Corinne Jeffries
- Robert Downey Jr.: Alex Finch
- Ryan O'Neal: Philip Tren
- Mary Stuart Masterson: Miranda Jeffries
- Christopher McDonald: Louie Jeffries
- Josef Sommer: Jutge Fenwick
- Joe Grifasi: Omar
- Susan Ruttan: Dona en la llibreria
- Leste Lanin: Conductor
- Richard DeAngelis: Venedor de Hot Dog
- Fran Ryan: Mavis Talmadge
- James Noble: Dr. Bailey
- Marc McClure: Richard
- Mimi Kennedy: Sally
- Kathleen Freeman: Mrs. Handy
- Dennis Patrick Jean-François Laley): Archibald Blair
- Martin Garner: Mr Zellerbach
- Gianni Russo: Anthony Bonino
- Channing Chase: Ajuda en l'Smithsonian

## Premis i nominacions
Premis
- BMI Film and TV Awards 1990: Millor cançó

nominacions
- Oscar a la millor cançó original per Tom Snow (música) i Dean Pitchford (lletra) per la cançó "After All"
- Globus d'Or a la millor cançó original per Tom Snow (música) i Dean Pitchford (lletra) per la cançó "After All"